# Imre Farkas
Imre Farkas, född 23 juni 1935 i Budapest, död 10 augusti 2020, var en ungersk kanotist.
Farkas blev olympisk bronsmedaljör i C-2 1000 meter vid sommarspelen 1960 i Rom.